# Punct de evaporare
Punct de evaporare este o proprietate a unui diluant de a începe procesul de evaporare la o anumită temperatură. Un exemplu de substanță care are o temperatură de evaporare redusă este eterul care se evaporă la  20 °C  în aer cu  65 ± 5 % umiditate.
Volatilitatea este proprietatea unei substanțe de a se evapora ușor la temperatura camerei.